# Elenco nos filmes de Harry Potter
Vários atores do Reino Unido e da Irlanda atuaram na série de filmes de Harry Potter, baseada na série de livros escrita por J. K. Rowling. Daniel Radcliffe, Rupert Grint e Emma Watson, interpretaram Harry Potter, Rony Weasley e Hermione Granger, respectivamente, em todos os filmes. Eram totalmente desconhecidos quando foram selecionados, à pequena exceção de Radcliffe que já havia atuado em um filme. Complementando-os na tela são alguns dos mais renomados atores, entre os quais Helena Bonham Carter, Jim Broadbent, John Cleese, Robbie Coltrane, Warwick Davis, Ralph Fiennes, Michael Gambon, Brendan Gleeson, Richard Griffiths, Richard Harris, John Hurt, Jason Isaacs, Miriam Margolyes, Helen McCrory, Gary Oldman, Alan Rickman, Fiona Shaw, Maggie Smith, Timothy Spall, Imelda Staunton, David Thewlis, Emma Thompson e Julie Walters entre outros. Treze atores apareceram como os mesmos personagens em todos os filmes da saga.
Alguns bem conhecidos atores britânicos que não apareceram na série são perguntados o porquê ainda não terem sido escaldo. Em 2007, quando David Yates estava dirigindo Harry Potter e a Ordem da Fênix, Bill Nighy disse, "Eu brinquei com David Yates, que talvez agora eu não seria o único ator britânico, que não tinha atuado em 'Harry Potter'". Mas "ninguém chamado" Nighy acrescentou. Ironicamente, em 2009, Nighy foi escalado como Ministro da Magia Rufus Scrimgeour em Harry Potter e as Relíquias da Morte, que Yates está dirigindo. Nighy disse: "Eu já não sou o único ator britânico que não está em Harry Potter e estou muito satisfeito." Jude Law se esquivou, "Ninguém me perguntou. Eu estava um pouco velho demais para Harry." Quando um repórter comparou o professor de poções Horacio Slughorn esta obsessão com nomes famosos para a série ligado com "todo notável ator britânico", Jim Broadbent, que interpreta Slughorn disse, "Bem, nem todo ator foi convidado. Eu conheço alguns que ainda estão esperando."
A lista é classificada pelo filme e personagem, já que alguns personagens foram retratados por múltiplos atores.

## Elenco
| Personagem | Filme                     | Filme                    | Filme                    | Filme                  | Filme                    | Filme                       | Filme                   | Filme                   |
| Personagem | Philosopher's Stone       | Chamber of Secrets       | Prisoner of Azkaban      | Goblet of Fire         | Order of the Phoenix     | Half-Blood Prince           | Deathly Hallows: Part 1 | Deathly Hallows: Part 2 |
| Personagem | (2001)                    | (2002)                   | (2004)                   | (2005)                 | (2007)                   | (2009)                      | (2010)                  | (2011)                  |
| Personagens principais | Personagens principais    | Personagens principais   | Personagens principais   | Personagens principais | Personagens principais   | Personagens principais      | Personagens principais  | Personagens principais  |
| --- | ------------------------- | ------------------------ | ------------------------ | ---------------------- | ------------------------ | --------------------------- | ----------------------- | ----------------------- |
| Harry Potter | Daniel Radcliffe          | Daniel Radcliffe         | Daniel Radcliffe         | Daniel Radcliffe       | Daniel Radcliffe         | Daniel Radcliffe            | Daniel Radcliffe        | Daniel Radcliffe        |
| Harry Potter | Trigêmeos Saunders (j)[A] | Daniel Radcliffe         | Daniel Radcliffe         | Daniel Radcliffe       | Daniel Radcliffe         | Daniel Radcliffe            | Daniel Radcliffe        | Toby Papworth (j)       |
| Rony Weasley | Rupert Grint              | Rupert Grint             | Rupert Grint             | Rupert Grint           | Rupert Grint             | Rupert Grint                | Rupert Grint            | Rupert Grint            |
| Hermione Granger | Emma Watson               | Emma Watson              | Emma Watson              | Emma Watson            | Emma Watson              | Emma Watson                 | Emma Watson             | Emma Watson             |
| Equipe de Hogwarts e habitantes (humanos)                                                                                 |                           |                          |                          |                        |                          |                             |                         |                         |
| Albus Dumbledore[B] | Richard Harris            | Richard Harris           | Michael Gambon           | Michael Gambon         | Michael Gambon           | Michael Gambon              | Michael Gambon          | Michael Gambon          |
| Albus Dumbledore[B] | Richard Harris            | Richard Harris           | Michael Gambon           | Michael Gambon         | Michael Gambon           | Michael Gambon              | Michael Gambon          | Toby Regbo (j)          |
| Rúbeo Hagrid | Robbie Coltrane           | Robbie Coltrane          | Robbie Coltrane          | Robbie Coltrane        | Robbie Coltrane          | Robbie Coltrane             | Robbie Coltrane         | Robbie Coltrane         |
| Rúbeo Hagrid | Robbie Coltrane           | Martin Bayfield (j)      | Robbie Coltrane          | Robbie Coltrane        | Robbie Coltrane          | Robbie Coltrane             | Robbie Coltrane         | Robbie Coltrane         |
| Severo Snape | Alan Rickman              | Alan Rickman             | Alan Rickman             | Alan Rickman           | Alan Rickman             | Alan Rickman                | Alan Rickman            | Alan Rickman            |
| Severo Snape | Alan Rickman              | Alan Rickman             | Alan Rickman             | Alan Rickman           | Alec Hopkins (j)         | Alan Rickman                | Alan Rickman            | Ben Clarke (j)          |
| Minerva McGonagall | Maggie Smith              | Maggie Smith             | Maggie Smith             | Maggie Smith           | Maggie Smith             | Maggie Smith                |                         | Maggie Smith            |
| Madame Hooch | Zoë Wanamaker             |                          |                          |                        |                          |                             |                         |                         |
| Argus Filch | David Bradley             | David Bradley            | David Bradley            | David Bradley          | David Bradley            | David Bradley               |                         | David Bradley           |
| Filius Flitwick[C] | Warwick Davis             | Warwick Davis            | Warwick Davis            | Warwick Davis          | Warwick Davis            | Warwick Davis               |                         | Warwick Davis           |
| Caridade Burbage |                           |                          |                          |                        |                          |                             | Carolyn Pickles         |                         |
| Armando Dippet |                           | Alfred Burke (j)         |                          |                        |                          |                             |                         |                         |
| Guilhermina Grubbly-Plank                                                                                                 |                           |                          |                          |                        | Apple Brook              |                             |                         |                         |
| Sibila Trelawney |                           |                          | Emma Thompson            |                        | Emma Thompson            |                             |                         | Emma Thompson           |
| Gilderoy Lockhart |                           | Kenneth Branagh          |                          |                        |                          |                             |                         |                         |
| Madame Pince |                           | Sally Mortemore          |                          |                        |                          |                             |                         |                         |
| Papoula Pomfrey |                           | Gemma Jones              |                          |                        |                          | Gemma Jones                 |                         | Gemma Jones             |
| Quirinus Quirrell | Ian Hart                  |                          |                          |                        |                          |                             |                         |                         |
| Horácio Slughorn |                           |                          |                          |                        |                          | Jim Broadbent               |                         | Jim Broadbent           |
| Pomona Sprout |                           | Miriam Margolyes         |                          |                        |                          |                             |                         | Miriam Margolyes        |
| Equipe de Hogwarts e habitantes (não-humanos e fantasmas)                                                                 |                           |                          |                          |                        |                          |                             |                         |                         |
| Barão Sangrento | Terence Bayler            |                          |                          |                        |                          |                             |                         |                         |
| Sir Cadogan |                           |                          | Paul Whitehouse          |                        |                          |                             |                         |                         |
| Everardo |                           |                          |                          |                        | Sam Beazley              |                             |                         |                         |
| Frei Gorducho | Simon Fisher-Becker       |                          |                          |                        |                          |                             |                         |                         |
| Mulher Gorda | Elizabeth Spriggs         |                          | Dawn French              |                        |                          |                             |                         |                         |
| Helena Ravenclaw | Nina Young                | Nina Young               |                          |                        |                          |                             |                         | Kelly Macdonald         |
| Murta Que Geme |                           | Shirley Henderson        |                          | Shirley Henderson      |                          |                             |                         |                         |
| Nick Quase Sem Cabeça | John Cleese               | John Cleese              |                          |                        |                          |                             |                         |                         |
| Fineus Nigellus Black |                           |                          |                          |                        | John Atterbury           |                             |                         |                         |
| Peeves[D] | Rik Mayall (f)            |                          |                          |                        |                          |                             |                         |                         |
| Chapéu Seletor | Leslie Phillips (v)       | Leslie Phillips (v)      |                          |                        |                          |                             |                         |                         |
| Estudantes de Hogwarts |                           |                          |                          |                        |                          |                             |                         |                         |
| Draco Malfoy | Tom Felton                | Tom Felton               | Tom Felton               | Tom Felton             | Tom Felton               | Tom Felton                  | Tom Felton              | Tom Felton              |
| Neville Longbottom | Matthew Lewis             | Matthew Lewis            | Matthew Lewis            | Matthew Lewis          | Matthew Lewis            | Matthew Lewis               | Matthew Lewis           | Matthew Lewis           |
| Fred Weasley | James Phelps              | James Phelps             | James Phelps             | James Phelps           | James Phelps             | James Phelps                | James Phelps            | James Phelps            |
| Jorge Weasley | Oliver Phelps             | Oliver Phelps            | Oliver Phelps            | Oliver Phelps          | Oliver Phelps            | Oliver Phelps               | Oliver Phelps           | Oliver Phelps           |
| Gina Weasley | Bonnie Wright             | Bonnie Wright            | Bonnie Wright            | Bonnie Wright          | Bonnie Wright            | Bonnie Wright               | Bonnie Wright           | Bonnie Wright           |
| Simas Finnigan | Devon Murray              | Devon Murray             | Devon Murray             | Devon Murray           | Devon Murray             | Devon Murray                | Devon Murray            | Devon Murray            |
| Dino Thomas | Alfie Enoch               | Alfie Enoch              | Alfie Enoch              | Alfie Enoch            | Alfie Enoch              | Alfie Enoch                 | Alfie Enoch             | Alfie Enoch             |
| Gregório Goyle | Joshua Herdman            | Joshua Herdman           | Joshua Herdman           | Joshua Herdman         | Joshua Herdman           | Joshua Herdman              | Joshua Herdman          | Joshua Herdman          |
| Ana Abbott |                           | Charlotte Skeoch         |                          | Charlotte Skeoch       |                          |                             |                         |                         |
| Marcos Belby |                           |                          |                          |                        |                          | Robert Knox[E]              |                         |                         |
| Cátia Bell | Emily Dale                | Emily Dale               |                          |                        |                          | Georgina Leonidas           | Georgina Leonidas       | Georgina Leonidas       |
| Susana Bones | Eleanor Columbus          | Eleanor Columbus         |                          | Eleanor Columbus       |                          |                             |                         |                         |
| Milo Bletchley |                           | David Churchyard         |                          |                        |                          |                             |                         |                         |
| Lilá Brown |                           |                          | Jennifer Smith           |                        |                          | Jessie Cave                 | Jessie Cave             | Jessie Cave             |
| Emilia Bulstrode |                           | Helen Stuart             |                          |                        |                          |                             |                         |                         |
| Cho Chang |                           |                          |                          | Katie Leung            | Katie Leung              |                             |                         | Katie Leung             |
| Penélope Clearwater |                           | Gemma Padley             |                          |                        |                          |                             |                         |                         |
| Vincent Crabbe | Jamie Waylett             | Jamie Waylett            | Jamie Waylett            | Jamie Waylett          | Jamie Waylett            | Jamie Waylett               |                         | não aparecerá           |
| Colin Creevey |                           | Hugh Mitchell            |                          |                        |                          |                             |                         |                         |
| Roger Davies |                           |                          |                          | Henry Lloyd-Hughes     |                          |                             |                         |                         |
| Cedrico Diggory |                           |                          | Ben Macleod              | Robert Pattinson       | Robert Pattinson (f)     |                             |                         |                         |
| Justino Finch-Fletchley                                                                                                   |                           | Edward Randell           |                          |                        |                          |                             |                         |                         |
| Marcos Flint | Jamie Yeates              | Jamie Yeates             |                          |                        |                          |                             |                         |                         |
| Terêncio Higgs | Will Theakston            |                          |                          |                        |                          |                             |                         |                         |
| Angelina Johnson | Danielle Tabor            | Danielle Tabor           | Danielle Tabor           | Tiana Benjamin         |                          |                             |                         |                         |
| Liane |                           |                          |                          |                        |                          | Isabella Laughland          | Isabella Laughland      | Isabella Laughland      |
| Lino Jordan | Luke Youngblood           | Luke Youngblood          |                          |                        |                          |                             |                         |                         |
| Luna Lovegood |                           |                          |                          |                        | Evanna Lynch             | Evanna Lynch                | Evanna Lynch            | Evanna Lynch            |
| Ernesto Macmillan |                           | Louis Doyle              |                          | Louis Doyle            |                          |                             |                         | Jamie Marks             |
| Córmaco McLaggen |                           |                          |                          |                        |                          | Freddie Stroma              | Freddie Stroma          | Freddie Stroma          |
| Pansy Parkinson |                           |                          | Genevieve Gaunt          |                        | Lauren Shotton           | Scarlett Byrne              | Scarlett Byrne          | Scarlett Byrne          |
| Padma Patil |                           |                          |                          | Afshan Azad            | Afshan Azad              | Afshan Azad                 | Afshan Azad             | Afshan Azad             |
| Parvati Patil |                           |                          | Sitara Shah              | Shefali Chowdhury      | Shefali Chowdhury        | Shefali Chowdhury           |                         | Shefali Chowdhury       |
| Adriano Pucey | Scot Fearn                | Scot Fearn               |                          |                        |                          |                             |                         |                         |
| Garoto Ligeiramente Sinistro[G]                                                                                           |                           |                          |                          | Ryan Nelson            | Ryan Nelson              |                             |                         |                         |
| Zacharias Smith |                           |                          |                          |                        | Nick Shirm               |                             |                         |                         |
| Alicia Spinnet | Leilah Sutherland         | Rochelle Douglas         |                          |                        |                          |                             |                         |                         |
| Romilda Vane |                           |                          |                          |                        |                          | Anna Shaffer                | Anna Shaffer            | Anna Shaffer            |
| Nigel Wespurt [F] |                           |                          |                          | William Melling        | William Melling          | William Melling             | William Melling         | William Melling         |
| Olívio Wood | Sean Biggerstaff          | Sean Biggerstaff         |                          |                        |                          |                             |                         | Sean Biggerstaff        |
| Blás Zabini |                           |                          |                          |                        |                          | Louis Cordice               | Louis Cordice           | Louis Cordice           |
| Lord Voldemort e seus Comensais da Morte                                                                                  |                           |                          |                          |                        |                          |                             |                         |                         |
| Lord Voldemort | Richard Bremmer (j)       | Christian Coulson (j)    |                          | Ralph Fiennes          | Ralph Fiennes            | Hero Fiennes-Tiffin (j; 11) | Ralph Fiennes           | Ralph Fiennes           |
| Lord Voldemort | Richard Bremmer (j)       | Christian Coulson (j)    | Frank Dillane (j; 15)    | Ralph Fiennes          | Ralph Fiennes            |                             | Ralph Fiennes           | Ralph Fiennes           |
| Lord Voldemort | Ian Hart (v)              | Christian Coulson (j)    | Ralph Fiennes (f)        | Ralph Fiennes          | Ralph Fiennes            | Frank Dillane (j; 15)       | Ralph Fiennes           |                         |
| Regulus Black |                           |                          |                          |                        |                          | Tom Moorcroft               |                         |                         |
| Aleto Carrow |                           |                          |                          |                        |                          | Suzie Toase                 | Suzie Toase             | Suzie Toase             |
| Amico Carrow |                           |                          |                          |                        |                          | Ralph Ineson                | Ralph Ineson            | Ralph Ineson            |
| Bartô Crouch Jr. |                           |                          |                          | David Tennant          |                          |                             |                         |                         |
| Antonin Dolohov |                           |                          |                          |                        | Arben Bajraktaraj        |                             | Arben Bajraktaraj       | Arben Bajraktaraj       |
| Fenrir Greyback |                           |                          |                          |                        |                          | Dave Legeno                 | Dave Legeno             | Dave Legeno             |
| Bellatrix Lestrange |                           |                          |                          |                        | Helena Bonham Carter     | Helena Bonham Carter        | Helena Bonham Carter    | Helena Bonham Carter    |
| Macnair |                           |                          | Peter Best               |                        | Peter Best               |                             |                         |                         |
| Lucio Malfoy |                           | Jason Isaacs             |                          | Jason Isaacs           | Jason Isaacs             | Tony Coburn (j)             | Jason Isaacs            | Jason Isaacs            |
| Lucio Malfoy | Jason Isaacs (f)          | Jason Isaacs             |                          | Jason Isaacs           | Jason Isaacs             |                             | Jason Isaacs            | Jason Isaacs            |
| Narcisa Malfoy |                           |                          |                          |                        |                          | Helen McCrory               | Helen McCrory           | Helen McCrory           |
| Pedro Pettigrew |                           |                          | Timothy Spall            | Timothy Spall          | Charles Hughes (j)       | Timothy Spall               | Timothy Spall           |                         |
| Rowle |                           |                          |                          |                        |                          | Rod Hunt                    | Rod Hunt                | Rod Hunt                |
| Scabior |                           |                          |                          |                        |                          |                             | Nick Moran              | Nick Moran              |
| Travers |                           |                          |                          |                        | Tav MacDougall           |                             |                         |                         |
| Yaxley |                           |                          |                          |                        |                          | Petter Mullan               | Petter Mullan           | Petter Mullan           |
| Empregados do Ministério da Magia                                                                                         |                           |                          |                          |                        |                          |                             |                         |                         |
| Amelia Bones |                           |                          |                          |                        | Sian Thomas(f)           | Sian Thomas(f)              | Sian Thomas(f)          |                         |
| Maria Cattermole |                           |                          |                          |                        |                          |                             | Kate Fleetwood          |                         |
| Reg Cattermole |                           |                          |                          |                        |                          |                             | Steffan Rhodri          |                         |
| Bartolomeu Crouch |                           |                          |                          | Roger Lloyd-Pack       |                          |                             |                         |                         |
| Dawlish |                           |                          |                          |                        | Richard Leaf             |                             |                         |                         |
| Amos Diggory |                           |                          |                          | Jeff Rawle             |                          |                             |                         |                         |
| Cornélio Fudge |                           | Robert Hardy             | Robert Hardy             | Robert Hardy           | Robert Hardy             |                             |                         |                         |
| Operadora do elevador |                           |                          |                          |                        | Daisy Haggard (v)        |                             | Daisy Haggard (v)       |                         |
| Vendedor de Jornal |                           |                          |                          |                        | Jamie Wolpert            |                             |                         |                         |
| Mafalda Hopkirk |                           |                          |                          |                        | Jessica Hynes (v)        |                             | Sophie Thompson         |                         |
| Alberto Runcorn |                           |                          |                          |                        |                          |                             | David O'Hara            |                         |
| Rufo Scrimgeour |                           |                          |                          |                        |                          |                             | Bill Nighy              |                         |
| Pio Thicknesse |                           |                          |                          |                        |                          |                             | Guy Henry               | Guy Henry               |
| Dolores Umbridge |                           |                          |                          |                        | Imelda Staunton          |                             | Imelda Staunton         |                         |
| Percy Weasley | Chris Rankin              | Chris Rankin             | Chris Rankin             |                        | Chris Rankin             |                             | Chris Rankin            | Chris Rankin            |
| Membros da Ordem da Fênix                                                                                                 |                           |                          |                          |                        |                          |                             |                         |                         |
| Sirius Black |                           |                          | Gary Oldman              | Gary Oldman            | Gary Oldman              |                             |                         | Gary Oldman             |
| Sirius Black | James Walters (j)         | Rohan Gotobed (j)        | Gary Oldman              | Gary Oldman            |                          |                             |                         |                         |
| Dédalo Diggle | David Brett               |                          |                          |                        |                          |                             |                         |                         |
| Elifas Doge |                           |                          |                          |                        | Peter Cartwright         |                             | David Ryall             | David Ryall             |
| Aberforth Dumbledore |                           |                          |                          |                        | Jim McManus              |                             |                         | Ciarán Hinds            |
| Arabella Dora Figg |                           |                          |                          |                        | Kathryn Hunter           |                             |                         |                         |
| Mundungo Fletcher |                           |                          |                          |                        |                          |                             | Andy Linden             |                         |
| Alice Longbottom |                           |                          |                          |                        | Lisa Wood                |                             |                         |                         |
| Frank Longbottom |                           |                          |                          |                        | James Payton             |                             |                         |                         |
| Remo Lupin |                           |                          | David Thewlis            |                        | David Thewlis            | David Thewlis               | David Thewlis           | David Thewlis           |
| Remo Lupin | James Utechin (j)         |                          | David Thewlis            |                        |                          | David Thewlis               | David Thewlis           | David Thewlis           |
| Alastor Moody |                           |                          |                          | Brendan Gleeson        | Brendan Gleeson          |                             | Brendan Gleeson         |                         |
| Tiago Potter | Adrian Rawlins            | Adrian Rawlins (f)       | Adrian Rawlins (f)       | Adrian Rawlins         | Adrian Rawlins (f)       |                             | Adrian Rawlins          | Adrian Rawlins          |
| Tiago Potter | Adrian Rawlins            | Adrian Rawlins (f)       | Adrian Rawlins (f)       | Adrian Rawlins         | Robbie Jarvis (j)        |                             | Adrian Rawlins          | Adrian Rawlins          |
| Lílian Potter | Geraldine Somerville      | Geraldine Somerville (f) | Geraldine Somerville (f) | Geraldine Somerville   | Geraldine Somerville (f) | Geraldine Somerville        | Geraldine Somerville    | Geraldine Somerville    |
| Lílian Potter | Geraldine Somerville      | Geraldine Somerville (f) | Geraldine Somerville (f) | Geraldine Somerville   | Susie Shinner (j)[H]     | Geraldine Somerville        | Geraldine Somerville    | Ellie Darcey-Alden (j)  |
| Kingsley Shacklebolt |                           |                          |                          |                        | George Harris            |                             | George Harris           | George Harris           |
| Ninfadora Tonks |                           |                          |                          |                        | Natalia Tena             | Natalia Tena                | Natalia Tena            | Natalia Tena            |
| Emmeline Vance |                           |                          |                          |                        | Brigitte Millar          |                             |                         |                         |
| Arthur Weasley |                           | Mark Williams            | Mark Williams            | Mark Williams          | Mark Williams            | Mark Williams               | Mark Williams           | Mark Williams           |
| Gui Weasley |                           |                          | Richard Fish             |                        |                          |                             | Domhnall Gleeson        | Domhnall Gleeson        |
| Carlinhos Weasley |                           |                          | Alex Crockford           |                        |                          |                             |                         |                         |
| Molly Weasley | Julie Walters             | Julie Walters            | Julie Walters            |                        | Julie Walters            | Julie Walters               | Julie Walters           | Julie Walters           |
| Trouxas |                           |                          |                          |                        |                          |                             |                         |                         |
| Franco Bryce |                           |                          |                          | Eric Sykes             |                          |                             |                         |                         |
| Dennis |                           |                          |                          |                        | Christopher Rithin       |                             |                         |                         |
| Garçonete |                           |                          |                          |                        |                          | Elarica Gallagher           |                         |                         |
| Srª. Cole |                           |                          |                          |                        |                          | Amelda Brown                |                         |                         |
| Duda Dursley | Harry Melling             | Harry Melling            | Harry Melling            |                        | Harry Melling            |                             | Harry Melling           |                         |
| Guida Dursley |                           |                          | Pam Ferris               |                        |                          |                             |                         |                         |
| Petúnia Dursley | Fiona Shaw                | Fiona Shaw               | Fiona Shaw               |                        | Fiona Shaw               |                             | Fiona Shaw              | Ariella Paradise (j)    |
| Válter Dursley | Richard Griffiths         | Richard Griffiths        | Richard Griffiths        |                        | Richard Griffiths        |                             | Richard Griffiths       |                         |
| Sr. Granger |                           | Tom Knight               |                          |                        |                          |                             | Ian Kelly               |                         |
| Srª. Granger |                           | Heather Bleasdale        |                          |                        |                          |                             | Michelle Fairley        |                         |
| Malcolm |                           |                          |                          |                        | Richard Macklin          |                             |                         |                         |
| Sr. Mason |                           | Jim Norton               |                          |                        |                          |                             |                         |                         |
| Srª. Mason |                           | Veronica Clifford        |                          |                        |                          |                             |                         |                         |
| Piers Polkiss |                           |                          |                          |                        | Jason Boyd               |                             |                         |                         |
| Guarda da Estação King's Cross                                                                                            | Harry Taylor              | Harry Taylor             |                          |                        |                          |                             |                         | Harry Taylor            |
| Homem do Tempo (TV) |                           |                          |                          |                        | Miles Jupp               |                             |                         |                         |
| Cliente do café |                           |                          |                          |                        |                          |                             | Jeanie Gold             |                         |
| Bruxos e feiticeiros estrangeiros                                                                                         |                           |                          |                          |                        |                          |                             |                         |                         |
| Fleur Delacour |                           |                          |                          | Clémence Poésy         |                          |                             | Clémence Poésy          | Clémence Poésy          |
| Gabrielle Delacour |                           |                          |                          | Angelica Mandy         |                          |                             | Angelica Mandy          |                         |
| Gregorovitch |                           |                          |                          |                        |                          |                             | Rade Šerbedžija         | Rade Šerbedžija         |
| Gellert Grindelwald |                           |                          |                          |                        |                          |                             | Michael Byrne           | Michael Byrne           |
| Gellert Grindelwald | Jamie Campbell Bower (j)  |                          |                          |                        |                          |                             |                         |                         |
| Igor Karkaroff |                           |                          |                          | Predrag Bjelac         |                          |                             |                         |                         |
| Ajudante de Karkaroff |                           |                          |                          | Tolga Safer            |                          |                             |                         |                         |
| Vitor Krum |                           |                          |                          | Stanislav Ianevski     |                          |                             | Stanislav Ianevski      |                         |
| Olímpia Maxime[I] |                           |                          |                          | Frances de la Tour     |                          |                             | Frances de la Tour      |                         |
| Olímpia Maxime[I] | Ian Whyte                 | Ian Whyte                |                          |                        |                          |                             |                         |                         |
| (Incluindo Profeta Diário, Beco Diagonal, Hogsmeade, Expresso de Hogwarts, Nôitibus Andante, Travessa do Tranco e outros) |                           |                          |                          |                        |                          |                             |                         |                         |
| Batilda Bagshot |                           |                          |                          |                        |                          |                             | Hazel Douglas           |                         |
| Sr. Borgin |                           | Edward Tudor-Pole        |                          |                        |                          |                             |                         |                         |
| Bozo (Fotógrafo de Rita Skeeter)                                                                                          |                           |                          |                          | Robert Wilfort         |                          |                             |                         |                         |
| Barnabas Cuffe |                           |                          |                          |                        |                          | Roger Baily                 |                         |                         |
| Repórter do Profeta Diário                                                                                                |                           | Peter O'Farrell          |                          |                        |                          |                             |                         |                         |
| Pai no Beco Diagonal |                           |                          |                          |                        |                          | Ben Shephard                |                         |                         |
| Ariana Dumbledore |                           |                          |                          |                        |                          |                             |                         | Hebe Beardsall          |
| Vendedora de doces no Expresso                                                                                            | Jean Southern             |                          |                          | Margery Mason          |                          |                             |                         |                         |
| Empregada do Caldeirão Furado                                                                                             |                           |                          | Abby Ford                |                        |                          |                             |                         |                         |
| Augusta Longbottom |                           |                          |                          |                        |                          |                             |                         | Ninette Fich            |
| Tia-Avó Muriel |                           |                          |                          |                        |                          |                             | Matyelok Gibbs          |                         |
| Xenophilius Lovegood |                           |                          |                          |                        |                          |                             | Rhys Ifans              |                         |
| Olivaras | John Hurt                 |                          |                          |                        |                          |                             | John Hurt               | John Hurt               |
| Ernie Prang |                           |                          | Jimmy Gardner            |                        |                          |                             |                         |                         |
| Madame Rosmerta |                           |                          | Julie Christie           |                        |                          |                             |                         |                         |
| Stanislau Shunpike |                           |                          | Lee Ingleby              |                        |                          |                             |                         |                         |
| Rita Skeeter |                           |                          |                          | Miranda Richardson     |                          |                             | Miranda Richardson      |                         |
| Tom o barman | Derek Deadman             |                          | Jim Tavare               |                        |                          |                             |                         |                         |
| Myron Wagtail |                           |                          |                          | Jarvis Cocker          |                          |                             |                         |                         |
| Eldred Worple |                           |                          |                          |                        |                          | Paul Ritter                 |                         |                         |
| Outros não-humanos |                           |                          |                          |                        |                          |                             |                         |                         |
| Aragogue |                           | Julian Glover (v)        |                          |                        |                          |                             |                         |                         |
| Bane |                           |                          |                          |                        | Jason Piper              |                             |                         |                         |
| Dobby |                           | Toby Jones (v)           |                          |                        |                          |                             | Toby Jones (v)          |                         |
| Firenze | Ray Fearon (v)            |                          |                          |                        |                          |                             |                         |                         |
| Caixa de Gringotes | Warwick Davis             |                          |                          |                        |                          |                             |                         |                         |
| Duende de Gringotes |                           | Mike Edmonds             |                          |                        |                          |                             |                         |                         |
| Grope |                           |                          |                          |                        | Tony Maudsley            |                             |                         |                         |
| Grampo | Verne Troyer              |                          |                          |                        |                          |                             | Warwick Davis           | Warwick Davis           |
| Grampo | Warwick Davis (v)         |                          |                          |                        |                          |                             | Warwick Davis           | Warwick Davis           |
| Monstro |                           |                          |                          |                        | Timothy Bateson (v)      |                             | Simon McBurney (v)      |                         |
| Magoriano |                           |                          |                          |                        | Michael Wildman          |                             |                         |                         |
| Sanguini |                           |                          |                          |                        |                          | Charlie Bennison            |                         |                         |
| Cabeça Encolhida |                           |                          | Lenny Henry (v)          |                        |                          |                             |                         |                         |
| Personagens do epílogo |                           |                          |                          |                        |                          |                             |                         |                         |
| Astoria Malfoy |                           |                          |                          |                        |                          |                             |                         | Jade Gordon             |
| Teddy Lupin |                           |                          |                          |                        |                          |                             |                         | Luke Newberry           |
| Alvo Severo Potter |                           |                          |                          |                        |                          |                             |                         | Arthur Bowen            |
| James Sirius Potter |                           |                          |                          |                        |                          |                             |                         | Will Dunn               |
| Hugo Weasley |                           |                          |                          |                        |                          |                             |                         | Ryan Turner             |
| Scorpius Malfoy |                           |                          |                          |                        |                          |                             |                         | Bertie Gilbert          |
| Lílian Luna Potter |                           |                          |                          |                        |                          |                             |                         | Daphne de Beistegui     |
| Rose Weasley |                           |                          |                          |                        |                          |                             |                         | Helena Barlow           |
| Victoire Weasley |                           |                          |                          |                        |                          |                             |                         |                         |